# Balacra caeruleifascia
Balacra caeruleifascia är en fjärilsart som beskrevs av Walker 1856. Balacra caeruleifascia ingår i släktet Balacra och familjen björnspinnare. Inga underarter finns listade i Catalogue of Life.